# Rugby San Donà 2012-2013

## Eccellenza 2012-13

### Stagione regolare
| Incontro                 | Andata | Ritorno |
| ------------------------ | ------ | ------- |
| I Cavalieri — San Donà   | 32-13  | 8-5     |
| San Donà — Calvisano     | 13-15  | 15-42   |
| Crociati — San Donà      | 3-14   | 12-18   |
| San Donà — S.S. Lazio    | 21-13  | 22-23   |
| Petrarca — San Donà      | 38-12  | 24-14   |
| San Donà — Viadana       | 12-18  | 8-33    |
| Fiamme Oro — San Donà    | 12-15  | 21-12   |
| San Donà — Mogliano      | 3-8    | 17-40   |
| Reggio Emilia — San Donà | 18-15  | 17-41   |
| San Donà — L’Aquila      | 20-6   | 18-32   |
| Rovigo — San Donà        | 19-13  | 22-27   |

#### Risultati della stagione regolare
| Posizione | G  | V | N | P  | PF  | PS  | DP   | B | Pt |
| --------- | -- | - | - | -- | --- | --- | ---- | - | -- |
| 9ª        | 22 | 7 | 0 | 15 | 347 | 456 | -109 | 9 | 37 |

## Trofeo Eccellenza 2012-13

### Prima fase

#### Girone A
| Incontro            | Andata | Ritorno |
| ------------------- | ------ | ------- |
| San Donà — Petrarca | 19-40  | 0-52    |
| Crociati — San Donà | 23-20  | 13-17   |
| Viadana — San Donà  | 35-17  | 17-14   |

#### Risultati del girone A
| Posizione | G | V | N | P | PF | PS  | DP  | B | Pt |
| --------- | - | - | - | - | -- | --- | --- | - | -- |
| 3ª        | 6 | 1 | 0 | 5 | 87 | 180 | -93 | 2 | 6  |